# 中铁六局

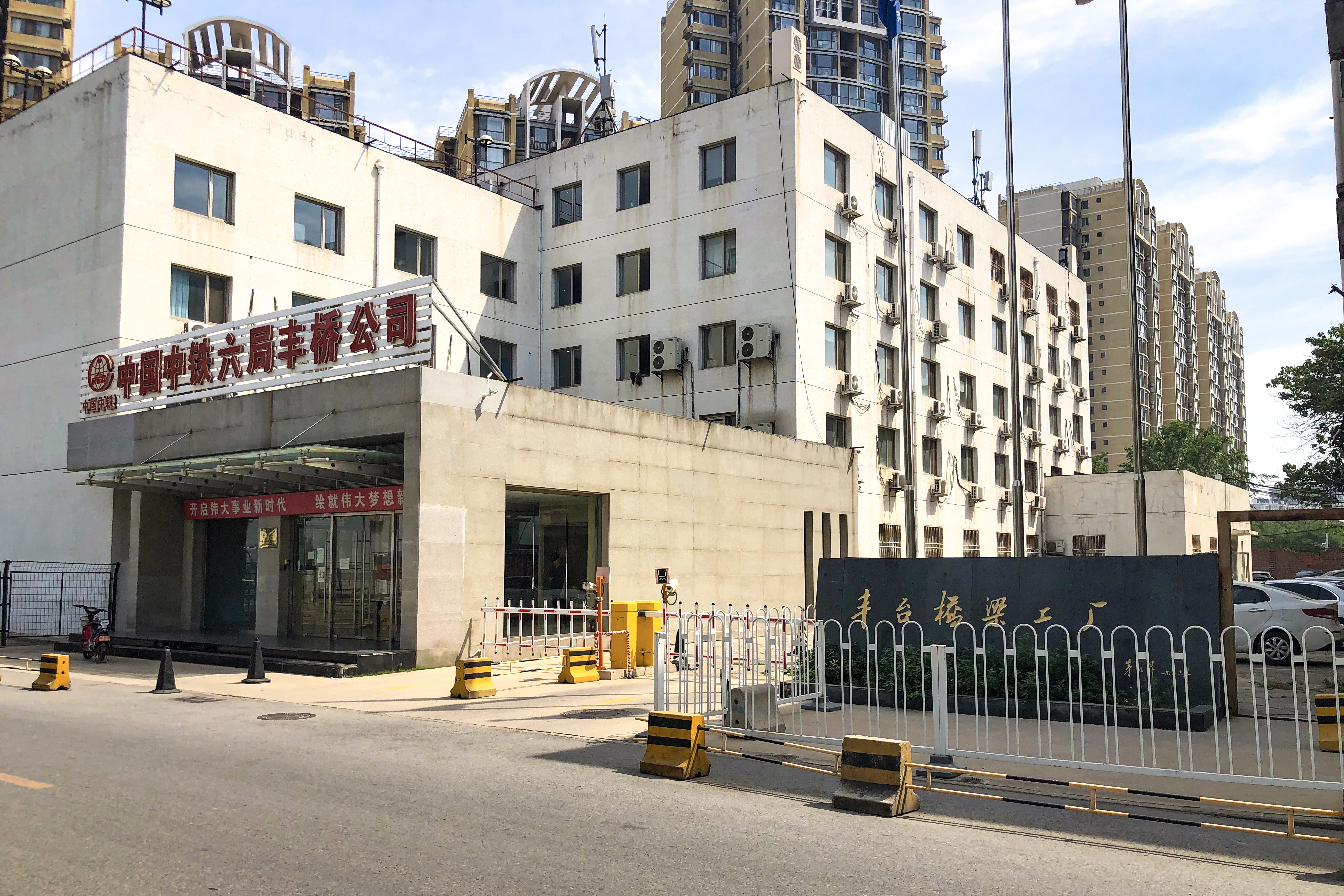
中铁六局丰桥公司（丰台桥梁厂）

中铁六局集团有限公司，注册地位于北京，隶属于中国铁路工程总公司。业务性质为铁路、公路、市政。2017年，公司总资产231.54亿元，净资产36.39亿元，净利润4.07亿元。
2004年由原属北京铁路局的北京铁路建设集团有限公司、太原铁路建设集团有限公司，原属呼和浩特铁路局的呼和浩特铁路建设（集团）有限责任公司和原属中国铁路工程总公司的丰台桥梁工厂四家企业重组设立。

## 参建工程

### 铁路
- 京广铁路
- 京沪铁路
- 京山铁路
- 京九铁路
- 京包铁路
- 石太铁路
- 津秦沈铁路
- 浙赣铁路
- 石德铁路
- 同蒲铁路
- 大秦铁路
- 秦沈客运专线
- 京津城际轨道交通
- 京沪高速铁路
- 京广高速铁路
- 胶济客运专线

等

### 火车站及铁路枢纽
- 北京站
- 北京南站
- 天津站
- 天津西站
- 石家庄站枢纽
- 太原站枢纽
- 呼和浩特站
- 包头站
- 大同站

等

### 高速公路
- 岑兴高速公路
- 长深高速公路永武高速公路段
- 乐宜高速公路
- 京承高速公路
- 德商高速公路

等

### 地铁及其他
- 北京地铁、广州地铁、深圳地铁、成都地铁
- 长沙磁悬浮列车试验线、天津南仓立交桥